# 2328 Robeson
A 2328 Robeson (ideiglenes jelöléssel 1972 HW) a Naprendszer kisbolygóövében található aszteroida. Tamara Mihajlovna Szmirnova fedezte fel 1972. április 19-én.